# Sophie Marceau
Sophie Marceau, rodným jménem Sophie Danièle Sylvie Maupu (přechýleně Marceauová; * 17. listopadu 1966 Paříž) je francouzská herečka a režisérka, která získala popularitu hned svými prvními dvěma filmy Večírek (1980) a Večírek 2 (1982). Celosvětově známou se stala zejména díky roli Bond girl Elektry Kingové v bondovce Jeden svět nestačí z roku 1999.

## Osobní a profesní život
Narodila se v Paříži jako druhé dítě prodavačky Simone a řidiče kamiónu Benoîta Maupua. Ve věku devíti let se její rodiče rozvedli, poté žila s otcem na předměstí. V roce 1980, ve věku čtrnácti let, začala svou filmovou kariéru, když ji režisér Claude Pinoteau obsadil do snímku Večírek. Za roli v jeho pokračování Večírek 2 (1982) pak získala Césara pro nejslibnější herečku. Následně si zahrála v roce 1984 s francouzskými hvězdami Gérardem Depardieu a Catherine Deneuveovou ve filmu Pevnost Saganne, a také s Jeanem-Paulem Belmondem ve snímku Veselé Velikonoce (1984).

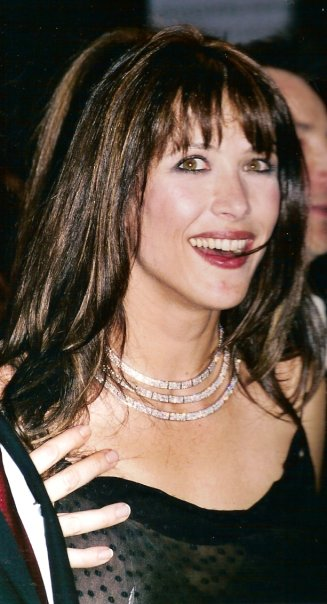
Sophie Marceau na FF v Cannes, 1990

Na Mezinárodním festivalu romantického filmu roku 1988 byla za ztvárnění postavy ve filmu Šuani vyhlášena nejlepší romantickou herečkou. S další legendou filmu Philippem Noiretem se setkala při natáčení snímku D'Artagnanova dcera z roku 1994. Stejný rok se vrátila i na divadelní prkna rolí Elizy Dolittleové v Pygmalionu.
První zásadní postavou, která jí zajistila světovou známost, se stala princezna Isabela v historickém eposu Statečné srdce pod režijním vedením Mela Gibsona. Film získal pět Oscarů. Pak se objevila v roli Hippolyty v Shakespeareovské adaptaci Sen noci svatojánské (1999) vedle Michelle Pfeifferové a téhož roku byla obsazena do druhé významné role ve své kariéře. Tou se stala postava Bond girl Elektry Kingové v bondovce Jeden svět nestačí po boku Pierce Brosnana. Následovaly další snímky jako například Záhadná neznámá, Síla odvahy (2007) nebo LOL (2008).
Roku 2001 napsala poloautobiografický román Telling Lies a o rok později debutovala ve filmové režii snímkem Speak to Me of Love (2002), za který byla oceněna v kategorii nejlepší režisér na Montrealském světovém filmovém festivalu.
V roce 1995 porodila syna Vincenta. Do roku 2001 byla vdaná za polského režiséra Andrzeje Żuławského, který je o dvacet šest let starší, a pod jehož vedením natočila několik filmů (např. La Fidélité). Po rozvodu se stal jejím partnerem producent Jim Lemley. Roku 2002 přivedla v Londýně na svět dceru Juliette. Jejím posledním partnerem byl herec Christopher Lambert, s kterým se v roce 2012 rozešla.

## Filmografie

### Herečka

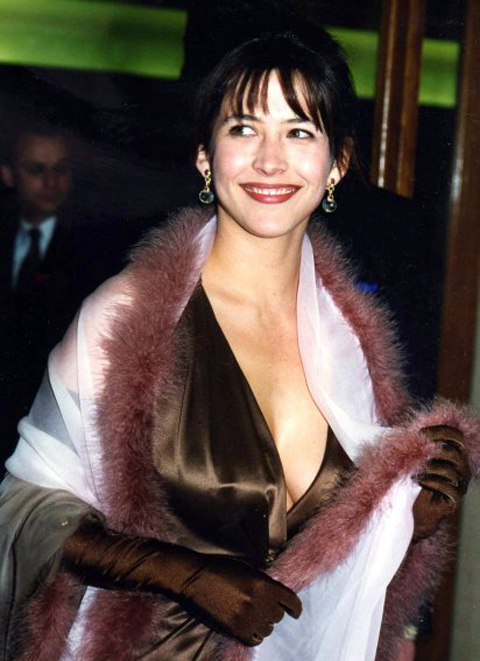
Sophie Marceau na udílení Césarů 1996

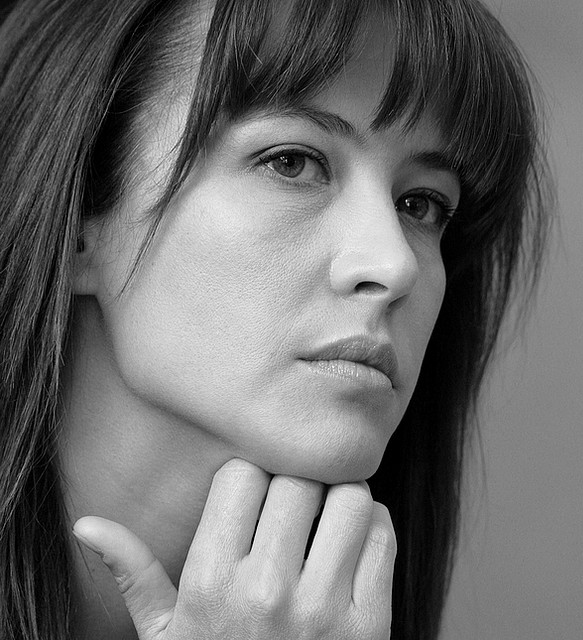
Sophie Marceau, 2007

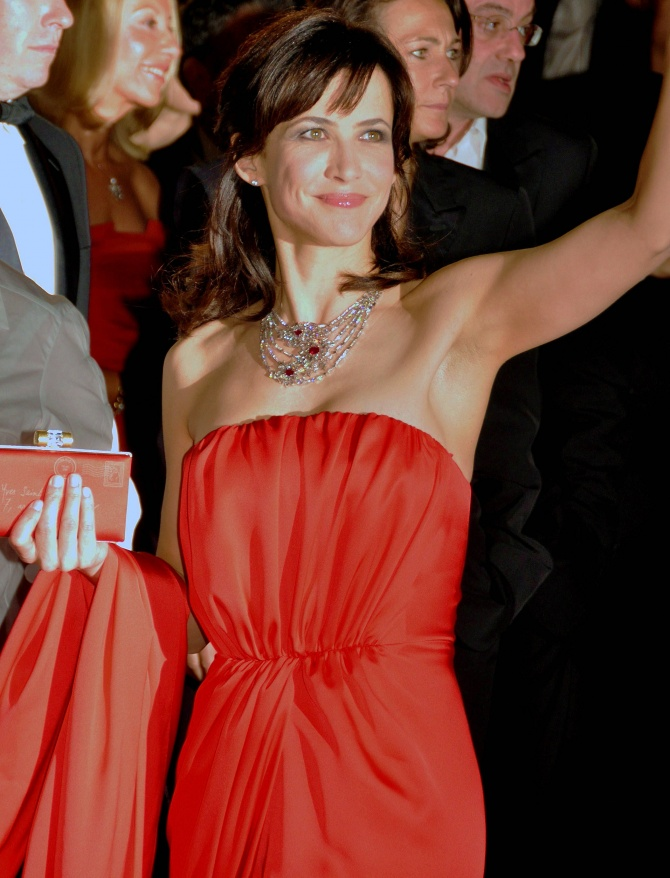
Sophie Marceau na FF v Cannes, 2009

| rok  | název                               | role                            |
| ---- | ----------------------------------- | ------------------------------- |
| 1980 | Večírek                             | Vic Beretton                    |
| 1982 | Večírek 2                           | Vic Beretton                    |
| 1984 | Pevnost Saganne                     | Madeleine de Saint-Ilette       |
| 1984 | Veselé Velikonoce                   | Julie                           |
| 1985 | Šílená láska                        | Mary                            |
| 1985 | Policie                             | Noria                           |
| 1986 | Sestup do pekel                     | Lola Kolber                     |
| 1988 | Studentka                           | Valentine Ezquerra              |
| 1988 | Šuani                               | Céline                          |
| 1989 | Mé noci jsou krásnější než vaše dny | Blanche                         |
| 1990 | Pacific Palisades                   | Bernadette                      |
| 1991 | Pour Sacha                          | Laura                           |
| 1991 | Modrá nota                          | Solange Sand                    |
| 1993 | Fanfan                              | Fanfan                          |
| 1994 | D'Artagnanova dcera                 | Eloïse d'Artagnan               |
| 1995 | Statečné srdce                      | princezna Isabela               |
| 1995 | Za mraky                            | dívka v Portofinu               |
| 1997 | Anna Kareninová                     | Anna Kareninová                 |
| 1997 | Markýza                             | Marquise du Parc                |
| 1997 | Světlo z ohně                       | Élisabeth Laurier               |
| 1999 | Ztracený a nalezený                 | Lila Dubois                     |
| 1999 | Sen noci svatojánské                | Hippolyta                       |
| 1999 | Jeden svět nestačí                  | Elektra King                    |
| 2000 | La Fidélité                         | Clélia                          |
| 2001 | Belphegor: Fantom Louvru            | Lisa                            |
| 2003 | Alex a Emma                         | Polina Delacroix                |
| 2003 | Lásko moje, kde jsi?                | Marie-Dominique Delpire         |
| 2003 | Les clefs de bagnole                | La clapman                      |
| 2004 | Nelly                               | Nelly                           |
| 2005 | Hledejte Anthonyho                  | Chiara Manzoni                  |
| 2007 | Záhadná neznámá                     | Lucie / Victoria                |
| 2008 | Síla odvahy                         | Louise Desfontaines             |
| 2008 | LOL (Laughing Out Loud)             | Anne                            |
| 2008 | Domácnost naruby                    | Ariane Marciac                  |
| 2009 | Proměna                             | Jeanne č. 1                     |
| 2009 | Život nikdy nekončí                 | Muriel                          |
| 2010 | L'âge de raison                     | Marguerite alias Margaret Flore |
| 2012 | Un bonheur n'arrive jamais seu      | Charlotte                       |
| 2013 | Arrêtez-moi                         | La coupable                     |

### Scenáristka a režisérka
| rok  | název              |
| ---- | ------------------ |
| 1995 | L'aube à l'envers  |
| 2002 | Parlez-moi d'amour |
| 2007 | Záhadná neznámá    |